# Бурдяев, Дмитрий Юрьевич
Дмитрий Юрьевич Бурдяев (21 февраля 1969, Москва — 17 июня 1995, Будённовск, Ставропольский край) — лейтенант, сотрудник Управления «А» («Альфа») ФСБ Российской Федерации, активный участник специальной операции по освобождению заложников в Будённовске, погиб при исполнении служебных обязанностей.

## Биография
Родился 21 февраля 1969 года в Москве в семье сотрудника органов контрразведки, полковника Комитета государственной безопасности при Совете Министров СССР Юрия Дмитриевича Бурдяева. В 1986 году окончил среднюю школу № 168, после чего начал трудовую деятельность в качестве электромонтажника. Был призван на срочную службу в Вооружённые Силы СССР, служил в воздушно-десантных войсках в Туле и Вышнем Волочке, получил военно-учётную специальность минёра-подрывника. При исполнении служебных обязанностей был контужен.
После демобилизации Бурдяев был направлен на курсы подготовки оперативного состава при 7-м управлении КГБ СССР, получил там специальность сотрудника наружного наблюдения. По словам многолетнего командира группы «А» Героя Советского Союза Геннадия Николаевича Зайцева, с первых дней изъявил желание попасть на службу в его спецподразделение. В феврале 1995 года Бурдяев был включён в состав группы в качестве снайпера. Добился высокого уровня боевой подготовки под руководством подполковника В. Н. Денисова.

## Операция по освобождению заложников в Будённовске
После захвата террористической группой Шамиля Басаева больницы в городе Будённовске Ставропольского края 14 июня 1995 года он в составе группы бойцов специального назначения был направлен на место событий для участия в проведении штурмовой операции и освобождении заложников. На Бурдяева были возложены обязанности по обеспечению снайперского прикрытия штурмовых групп, выдвигавшихся непосредственно на штурм больницы. Когда одна из групп была прижата к земле кинжальным огнём, четвёрка снайперов, среди которых был и Бурдяев, выдвинулась на помощь. Ему удалось уничтожить несколько террористов, но при смене позиции он попал под пулемётную очередь и погиб. Похоронен на Николо-Архангельском кладбище в Москве. Посмертно Указом Президента России Дмитрий Юрьевич Бурдяев был удостоен ордена Мужества.

## Память
- На месте гибели лейтенанта Дмитрия Юрьевича Бурдяева в городе Будённовске установлен памятный знак, в годовщину Будённовской трагедии там регулярно проводятся памятные мероприятия.
- В 2016 году на здании Московского центра «Пятьдесят седьмая школа» в Хамовниках (бывшая школа № 168) торжественно открыта мемориальная доска в присутствии представителей органов власти Москвы, Национального антитеррористического комитета и его территориальных подразделений, ветеранов и действующих сотрудников спецподразделений ЦСН ФСБ России, а также матери героя[4].